# 張睿銓
張睿銓（1977年—），生於台灣彰化縣，現從事社會評論、文字工作、詞曲創作、音樂製作、演唱和音樂表演。曾任台中想想人文空間總監。曾於政治大學英國語文學系任教和攻讀英語教學博士學位，並曾於中興大學外國語文學系任教。曾任彰化縣基石華德福實驗教育機構教師兼任校長。
由於多方涉獵各類型音樂，張睿銓意圖創作出根基於hip hop和rap的跨界音樂，至今已與如reggae、金屬、電音、古典、民謠、原住民音樂等各領域傑出樂手合作製作作品。其歌詞（以閩南語和英語為主）中帶有的社會關懷與文化批判也使他在台灣樂界獨樹一格。首張自選輯《出走》（Exodus: Retrospective and Prospective 1999-2009）於2009年六月發行。

## 作品
- 「XL」樂團，歌曲〈來去叫春〉和〈Bad Obsession〉，張睿銓作詞和主唱，收錄於《赤聲搖滾2000》合輯，西元2000年發行。
- 阿弟仔和張睿銓，歌曲〈Bobby Blue Bra〉，收錄於阿弟仔專輯《我是人》，西元2000年發行。
- 「XL」樂團，歌曲〈攏不知〉，收錄於《崩代紀事 貳》合輯，張睿銓作詞和主唱，西元2001年發行。
- 阿弟仔和張睿銓，歌曲〈嗆〉、〈平衡〉、〈地圖〉、〈曖昧〉、〈鳥籠〉、〈虎頭蜂〉、〈認罪〉、〈門〉，收錄於阿弟仔專輯《平衡》，西元2002年發行。
- 張睿銓，「母語底子深，外語學得快」，《中國時報》，西元2003年8月19日。
- Chang, Jui-chuan. "Talking about My Omelet: Why and How?" The Writing Lab Newsletter, 28 (2003): 11-16.[1]
- 張睿銓，「國小英語檢測有後遺症」，《中國時報》，西元2003年12月18日。
- 張睿銓，「勿再綁架原住民」，《蘋果日報》，西元2005年4月8日。[2]
- 張睿銓，《創世記》（Genesis），阿弟仔工作室，西元2006年。
- 張睿銓，「高雄幫派饒舌？」，《自由時報》，西元2007年1月25日。[3]
- 張睿銓，《創世記國際版：重生》（Genesis International Edition: Resurrection），阿弟仔工作室，西元2007年。[4]
- 張睿銓，「母語教學概念的謬誤」，《蘋果日報》，西元2008年6月18日。[5]
- 張睿銓，《出走》（Exodus: Retrospective and Prospective 1999-2009），有料音樂，西元2009年。[6]
- 張睿銓與 Dirk Lind，「Freedom Zen Dub（空禪迴）」，《Free Burma: 獻給被拘禁中的自由》，合輯，西元2009年發行。
- 張睿銓與莫尚，「Freedom Zen (Tibetan Mix)（空禪）」，《拷秋勤 Present：無名英雄》，合輯，西元2009年發行。
- 張睿銓與李婉菁，「Slay the Trojan Horse（屠馬）」，《拷秋勤 Present：無名英雄》，合輯，西元2009年發行。
- Chang Jui-chuan, CL (Chaotic Lynk), & Miwa. "Voiceless (Goon Trax Remix)," single. In Ya Mellow Tone 4 compilation, released by Goon Trax Japan, 2010.[7]
- 張睿銓，「網路時代，還怕統戰？」，《聯合報》，西元2010年4月28日。[8]
- 張睿銓，「補助中國學生不公平」，《蘋果日報》，西元2010年7月5日。[8]
- 張睿銓，「抒情文才能當範例？」，《聯合報》，西元2011年6月3日。[9]
- 張睿銓與黎映辰，「十二年國教－－表演藝術課在哪裡？」，《想想論壇》，西元2013年8月6日。[10]
- 張睿銓，「音樂發聲」，《新使者》，西元2013年8月10日。[11]
- 張睿銓，「抗議霸權是利他、是天職」，《自由時報》，西元2018年7月31日。[12]
- Chang, Jui-chuan. "Speaking up is the moral duty of athletes." Taipei Times, 10 August 2018. Translated by Julian Clegg.[13]
- 張睿銓，「學英文vs用英文 與總統談翻譯產業」，《自由時報》，西元2020年6月22日。[14]
- Chang, Jui-chuan. "The social cost of English education." Taipei Times, 29 June 2020. Translated by Eddy Chang.[15]

## 獎項及榮譽
- 2003年中華音樂人交流協會年度十大單曲（｢平衡｣，阿弟仔和張睿銓）。[16][17]
- 2007年新聞局首屆樂團發行品補助金。
- 2007年新聞局台灣原創流行音樂大獎河洛語組佳作（｢官逼民反 Part 1｣，拷秋勤和張睿銓)）。
- 2009年新聞局台灣原創流行音樂大獎河洛語組佳作（｢My Language (Universal Grammar Mix)｣，張睿銓和丁子恆）。[18]
- 2010年《拷秋勤 Present：無名英雄》合輯入圍第21屆金曲獎「最佳樂團獎」，專輯收錄張睿銓之作品「Freedom Zen (Tibetan Mix)（空禪）」與「Slay the Trojan Horse（屠馬）」二曲。
- 2010年「Lennon's Freedom Zen Dub」獲頒第1屆金音創作獎「最佳數位嘻哈單曲獎」。該曲取樣 John Lennon 名曲「Give Peace a Chance」之副歌部分，以紀念其逝世三十周年。
- 2020年12月，《出走》（Exodus: Retrospective and Prospective）獲美國「2020 Just Plain Folks Music Awards」評選為「Best Rap Album」（最佳Rap專輯）。[19]

## 相關樂評
- ｢台語嘻哈，唱出本土關懷｣。張淑琴著。《基督教論壇報》。[20]
- ｢嘻哈詩人張睿銓，把母語變武器｣。陳金萬著。《新台灣新聞周刊》第545期。[21]
- "Reviews: Chang Jui-chuan & Point - Genesis Vol. II: Resurrection." By Derek Blackmon. Indie-Music.com.[4]
- ｢寡言者，或回歸戰鬥的嘻哈節奏：張睿銓與他的饒舌｣。陳韋綸著。《破報》復刊565期封面故事。[22]
- "CD Reviews: Taiwan: Chang Jui-chuan - Exodus: Retrospective and Prospective 1999-2009." By David Chen. The Taipei Times.[23]
- "CD Review: Chang Jui-chuan - Exodus: Retrospective and Prospective 1999-2009." By Alan Young. Lucid Culture.[6]
- ｢愛上噪音：台灣送給緬甸的自由之聲｣。張鐵志著。《陽光時務》第16期（2012年4月3日）。[24][25]
- ｢饒舌歌手張睿銓 唱出台灣處境 《出走》獲美國JPF音樂獎提名入圍｣。林家鴻著。《台灣教會公報》。[26]

## 大事記
- 1998：成立搖滾樂團｢XL｣，擔任主唱、作詞、作曲。
- 1999：｢XL｣樂團參加｢墾丁春天吶喊｣音樂會演出。｢XL｣樂團獲得第十二屆｢Yamaha熱門音樂大賽｣新秀獎。入伍服兵役。
- 2000：｢XL｣樂團作品〈來去叫春〉和〈Bad Obsession〉收錄於《赤聲搖滾2000》合輯。｢XL｣樂團參加｢墾丁春天吶喊｣音樂會演出。張睿銓為獲金曲獎肯定之製作人阿弟仔《我是人》專輯中「Bobby Blue Bra」一曲作詞演唱。
- 2001：｢XL｣樂團作品〈攏不知〉收錄於《崩代紀事 貳》合輯。｢XL｣樂團參加｢墾丁春天吶喊｣音樂會演出。退伍。退出｢XL｣樂團。
- 2002：於阿弟仔《平衡》專輯中作詞演唱。赴美國帝博大學（DePaul University）攻讀寫作碩士學位（M.A. in Writing Theory and Pedagogy）。
- 2003：因阿弟仔《平衡》專輯中合作單曲〈平衡〉獲頒｢中華音樂人交流協會年度十大單曲獎｣；《平衡》專輯同時獲頒｢中華音樂人交流協會年度十大專輯獎｣。[16][17]
- 2004：學成歸國，於真理大學英文系任教。
- 2006：阿弟仔工作室獨立發行其首張專輯《創世記》（Genesis），由阿弟仔製作。該專輯收錄單曲〈囡仔〉，是台灣流行音樂史上第一首記錄二二八事件與白色恐怖的rap歌曲。
- 2007：《創世記》（Genesis）專輯獲選「破報2006年20張華語專輯推薦」，和生祥與大竹研、林強並列其中。獲邀於｢正義無敵｣音樂會中致詞。與DJ Point組成｢張睿銓與DJ Point｣樂團，獲首屆新聞局樂團發行品補助金，製作並由阿弟仔工作室獨立發行《創世記》專輯國際版《重生》（Genesis International Edition: Resurrection）。該專輯收錄與國際reggae樂團Red-I & the Riddim Outlawz共同製作之單曲〈希望的所在〉，是台灣流行音樂史上第一首台語草根reggae歌曲。該專輯獲美國｢獨立音樂網站｣（Indie-Music.com）譽為「年度最佳台灣hip hop專輯」。[4]｢張睿銓與DJ Point｣樂團於｢野台開唱｣音樂會演出。開始於政治大學攻讀英語教學博士學位（Ph.D. in Teaching English to Speakers of Other Languages）。
- 2008：｢轉型正義座談會｣與談人之一。辭去真理大學教職，轉往政治大學英文系任教[27]。自資籌辦｢二二八紀念音樂會｣，於這牆（The Wall）演出。｢張睿銓與DJ Point｣樂團於｢24小時送愛到西藏｣音樂會演出。與南非lounge電音製作人MoShang合作，完成全球首支聲援圖博（Tibet）單曲與音樂錄影帶〈Freedom Zen〉（空禪），收錄於《卡巴卡：嘻嘻樂團亞洲計畫》合輯中。[28]
- 2009：由有料音樂公司發行首張精選輯《出走》（Exodus: Retrospective and Prospective 1999-2009）[23]，邀及林強、朱約信、阿弟仔、拷秋勤、DJ Point、Red-I & the Riddim Outlawz等合作。七月於圖博自由音樂會（Free Tibet Concert）演出，九月三日達賴喇嘛（The Dalai Lama）來台訪問時同閃靈樂團、阿飛西亞樂團、濁水溪樂團、滅火器樂團、鄭宜農等樂手與其會面，達賴表答感謝之意。[29]十二月參與2009牯嶺街國際小劇場藝術節之實驗音樂劇《黑暗巴洛克》演出。[17]
- 2010：參與｢鄭南榕殉道21周年追思紀念會｣，演出〈囡仔〉和〈希望的所在〉二曲。與會者有鄭南榕遺孀葉菊蘭、民進黨主席蔡英文、民進黨秘書長蘇嘉全、李應元和鄭南榕基金會董事長邱晃泉律師等人。[30][31]張睿銓會後表示，因為鄭南榕為爭取言論自由而對抗中國國民黨政府、甚至為理想犧牲生命是他的主要創作靈感來源之一，這次的演出是他個人「最有意義的一次演出」。前一年參與之《拷秋勤 Present：無名英雄》合輯（收錄張睿銓之作品〈Freedom Zen (Tibetan Mix)（空禪）〉與〈Slay the Trojan Horse（屠馬）〉二曲）入圍第21屆金曲獎「最佳樂團獎」。
- 2011：因「和教學無關的原因」辭去政治大學英文系教職。[32]
- 2012：自組「Freedom Zen」樂團，成員有陳昱先（吉他）、Eric S.（鼓、打擊樂器）、阿炮（貝斯）、Sandra Tavali（鍵盤）。[33][34]七月13日日本hip-hop音樂創作人DJ Krush於臺北演出，張睿銓（與DJ Point合作）為開場演出藝人之一，並由他介紹DJ Krush出場表演。
- 2013 - 2014: 透過大眾集資方式，重新改寫與錄製2006年舊作〈囡仔〉（Gín-á, Hey Kid）一曲，並拍攝音樂錄影帶，於2014年2月28日共生音樂節現場首播。〈囡仔〉音樂錄影帶歌詞字幕共有台語字[35]和英文[36]兩個版本。
- 2014: 11月起任職台中想想人文空間總監。
- 2016：11/20，台中，於「搖滾台中」未來森林音樂節演出。[37]
- 2017: 音樂專輯《出走》（Exodus）獲美國獨立音樂獎「JPF音樂獎」(Just Plain Folks Music Awards)入圍提名，包括年度Rap專輯、亞洲單曲（1首）、Rap單曲（2首）等3類。該單位當年評選對象來自185個國家的十一多萬張專輯、上百種的音樂類型。[38]
- 2017：5/20，高雄，2017衛武營藝術培力系列講座：表演藝術的武功祕笈（二）《新一代的神仙教母：群眾募資》，與吳維緯（高雄市藝起文化基金會執行長）和高翊愷（大稻埕國際藝術節、思劇場）對談。
- 2018：台北詩歌節音樂會音樂總監與演出者之一。[39]
- 2021：於任職學校「基石華德福實驗教育機構」兼任校長。

## 社會運動和教育相關之歷年演出、座談、演講
2008
- 2/29：台北，自資籌辦「二二八紀念音樂會」。
- 3/21：台北，「24小時送愛到西藏」音樂會（"Save Tibet!" Concert）。
- 12/13：台北，國際特赦組織（Amnesty International）「小地方人權搖滾音樂祭」（Small Places Concerts）。

2009
- 5/27：台北，「聲援翁山蘇姬．關注緬甸人權」（參與「台灣自由緬甸網絡」發行之《FREE BURMA 獻給被拘禁中的自由》合輯）。
- 7/2：台北，陳文成博士紀念基金會。
- 7/11：台北，西藏自由音樂會（Free Tibet Concert）。
- 8/16：台北，88賑災募款義演。
- 9/27：台南，大支88賑災慈善義演。
- 10/10：台中，敗遣時代遊行。
- 10/28：台南，成功大學，張睿銓與李承機助理教授音樂座談。

2010
- 3/7：台北，「5×65」好不好？國際婦女節前夕聲援緬甸5位判刑65年的女性人權鬥士。
- 4/7：新北市，鄭南榕殉道21周年追思紀念會。
- 4/11：台北，東吳大學演講，「Hip Hop 不『嘻哈』：張睿銓的音樂創作理念和影響來源」。
- 8/27：高雄，高雄人權學堂演講。
- 9/15：台北，藝文界反對國光石化記者會。
- 11/11：台北，蘇建和案宣判前夕音樂會。
- 11/13：台北，「石化政策要轉彎．環保救國大遊行」。
- 12/6：台北，《人權風．瘋人權：人權理念的傳播與落實》國際研討會座談。

2011
- 1/28：台北，阿美族（Pangcah）土地百年戰役凱道守夜活動。
- 1/30：台北，國際特赦組織（Amnesty International）「平安回家」年貨大街活動。
- 4/30：台北，反核大遊行。
- 5/28：彰化，賴和音樂節。
- 6/4：台北，六四天安門事件二十二周年悼念會。
- 6/18：台北，緬甸自由音樂會。
- 7/1：台北，陳文成博士逝世三十周年紀念會（國立台灣大學研究生協會主辦）。
- 12/3：台北，Amnesty International（國際特赦組織）五十週年忘年會（台灣分會主辦）。
- 12/17：台北，陳文成博士基金會第二屆「閱讀台灣、探索自己」徵文比賽頒獎典禮。

2012
- 3/16: 台北，「四六事件學潮再現」開幕演唱會，由台大學生會、師大學生會、師大人文學社聯合主辦。[40]
- 6/4: 台北，六四天安門屠殺事件二十三周年悼念會。
- 7/2：台北，陳文成博士逝世三十一周年紀念會（國立台灣大學研究生協會主辦）。

2013
- 2/28: 台北，二二八國家紀念館「囡仔二二八」紀念音樂會。
- 7/28: 台北，反黑箱服務貿易協議抗議活動。
- 8/10: 台北，蔡瑞月舞蹈社，想想論壇周年網聚：作者讀者下午茶。
- 11/9: 台北，史明96大壽生日會。

2014
- 2/28: 台北，共生音樂節，「囡仔」音樂錄影帶首播音樂會。
- 3/8: 台中，2014中台灣廢核遊行，與農村武裝青年樂團合作演出。
- 4/6: 宜蘭，鄭南榕「我主張」逝世25周年紀念音樂會。
- 4/11: 台中，哲學星期五「去你的小確幸！聽，音樂如何影響世界？」，與閃靈樂團主唱Freddy共同主講。
- 4/12: 台北，鄭南榕「自由巷」音樂會。
- 4/13: 台南，鄭南榕「我主張」逝世25周年紀念音樂會。

2015
- 1/31: 台中，「迷失的小熊」地景藝術節。
- 2/28: 台中，共生音樂節。
- 3/6: 台中，哲學星期五，「唱首獨立歌、走一段回家的路」，與札西慈仁和大支共同與談。
- 11: 美國，應美國台僑團體之邀，同賴和教育基金會執行長周馥儀就近年台灣年輕人如何致力於台灣文化和政治層面的發展為主題，於密西根大學和德州等地演講。